# Iryna Liščynská
Iryna Liščynská (ukrajinsky Ірина Ліщинська), rozená Nedelenko (Неделенко) (* 15. ledna 1976 Makijivka) je ukrajinská běžkyně se specializací na 1500 metrů.